# قسم خسرو أباد الريفي (مقاطعة بيجار)
قسم خسرو أباد الريفي (بالفارسية: دهستان خسروآباد) هي منطقة سكنية تقع في إيران في ناحية جنغ الماس. يقدر عدد سكانها بـ 4,319 نسمة .